# Claniades ekeikei
Claniades ekeikei är en fjärilsart som beskrevs av George Thomas Bethune-Baker 1908. Claniades ekeikei ingår i släktet Claniades och familjen säckspinnare. Inga underarter finns listade i Catalogue of Life.